# Бабо, Йозеф Мариус фон
йозеф Мариус фон Бабо (нем. Joseph Marius von Babo; 14 января 1756, Эренбрейтштейн (ныне район г. Кобленц) — 5 февраля 1822, Мюнхен) — немецкий драматург. Действительный член Баварской академии наук.

## Биография
Сын офицера. До 1774 изучал эстетику в иезуитском колледже в Кобленце.
С 1778 года — профессор изящных искусств в Мюнхене, потом, в 1778—1789 — руководитель театральной труппы, с 1781 жил в Мюнхене, с 1792 по 1810 — директор городского Национального театра.
В 1807 году был избран действительным членом филологического и философского отделения Баварской академии наук.
Опытный и талантливый драматург. Свои произведения создавал, в основном, на базе исторических событий. Особенно его трагедия: «Otto von Wittelsbach» (1781) занимает первое место среди всех рыцарских трагедий, появившихся вслед за гётевским «Goetz von Berlichingen».
Кроме того, он написал трагедии: «Die Römer in Deutschland», «Oda», «Dagobert der Franken-König», «Genua und die Rache», драму «Die Strelitzen», мелодраму «Cora und Alonzo» и несколько комедий, между которыми значительный сценический успех имели «Bürgergluck» и «Der Puls».

## Избранные произведения
- Arno (1776)
- Das Lustlager (1778)
- Das Winterquartier in Amerika (1778)
- Reinhold und Armida (1780)
- Die Römer in Teutschland (1780)
- Otto von Wittelsbach (1782)
- Die Maler (1783)
- Die Fräulein Wohlerzogen (1783)
- Ueber Freymaurer. Erste Warnung (1784)
- Nöthige Beylage zur Schrift: Über die Freymaurer «erste Warnung» (1784)
- Gemälde aus dem Leben der Menschen (1784)
- Vollständiges Tagebuch der merkwürdigsten Begebenheiten und Revolutionen in Paris (1789)
- Die Strelitzen (1790)
- Anleitung zur Himmelskunde in leichtfaßlichen astronomischen Unterhaltungen (1793)
- Schauspiele (1793)
- Neue Schauspiele (1804)
- Albrechts Rache für Agnes (1808)

Пьесы автора переводились на английский и французский языки.